# Långtjärnen (Degerfors socken, Västerbotten, 711588-168131)
Långtjärnen är en sjö i Vindelns kommun i Västerbotten och ingår i Umeälvens huvudavrinningsområde. Sjön har en area på 0,138 kvadratkilometer och ligger 197,2 meter över havet.

## Delavrinningsområde
Långtjärnen ingår i det delavrinningsområde (711464-168247) som SMHI kallar för Inloppet i Harrsele Dämningsområde. Medelhöjden är 202 meter över havet och ytan är 24,55 kvadratkilometer. Räknas de 1044 avrinningsområdena uppströms in blir den ackumulerade arean 13 013,68 kvadratkilometer. Avrinningsområdets utflöde Umeälven mynnar i havet. Avrinningsområdet består mestadels av skog (70 procent). Avrinningsområdet har 1,4 kvadratkilometer vattenytor vilket ger det en sjöprocent på 5,7 procent.